# Краковско войводство (Жечпосполита)
Краковското войводство (на полски: Województwo krakowskie, на латински: Palatinatus Cracoviensis) е административно-териториална единица в състава на Полското кралство и Жечпосполита. Административен център е град Краков.
Войводството е организирано чрез преобразуване на Краковското княжество. През 1397 година е разделено на три повята – Краковски, Прошовишки и Жарновешки. През XVI век повятите вече са седем, а в 1676 година осем – Краковски, Прошовишки, Лельовски, Кшенски, Шчежецки, Сондецки, Чховски и Бецки. В Сейма на Жечпосполита е представено от седем сенатори и осем депутати.
При първата подялба на Жечпосполита (1772) южната част на войводството е анексирана от Хабсбургската държава. В резултат на втората подялба (1793) северозападната част с градовете Ченстохова и Лельов е анексирана от Кралство Прусия. При третата подялба (1795) останалата територия с Краков е присъединена към Хабсбургската държава.